# Музей Пікассо (Малага)
Малазький музей Пікассо (ісп. Museo Picasso Málaga) — музей, присвячений творчості знаменитого іспанського художника Пабло Пікассо в його рідному місті Малага. Розташований у палаці Буенавіста XVI століття. Колекція музею містить 285 картин Пікассо, подарованих сім'єю художника.
У 2009 році музей об'єднався з будинком-музеєм Пікассо на площі Мерсед.